# Голлер, Андреас
Андреас Голлер (итал. Andreas Goller; родился 15 марта 1976, Больцано) — спортивный агент и агент футболистов из Италии.

## Карьера
Во время зимнего сезона 2002/2003 многократная Чемпионка Мира и Олимпийская медалистка немецкая горнолыжница Мартина Эртль стала его первым клиентом.
В 2004 году Андреас Голлер стал менеджером самого успешного специалиста по скоростному спуску за всю историю горнолыжного спорта Италии Кристиана Гедины. После окончания своей горнолыжной карьеры Гедина стал официальным пилотом BMW в чемпионате в классе Туринг
В 2006 году Андреас Голлер снялся в рекламе японского скутера Судзуки Бургман, где в главной роли был популярный Итальянский футболист, Чемпион Мира и капитан ФК Ювентус Алессандро Дель Пьеро.
В начале сезона 2007/2008 Вице-Чемпион Мира, итальянский горнолыжник Петер Филл стал клиентом спортивного агентства FlashLight, основателем, владельцем и директором которого является Андреас Голлер.
В 2008 году немецкие специализированные издания по маркетингу и коммуникациям «Werben & Verkaufen» и «Kontakter» опубликовали информацию о том что FlashLight агентство Андреаса Голлера будет заниматься коммерциализацией Итальянского футболиста, Чемпиона Мира и игрока Мюнхенской Баварии Луки Тони.